# Apeadero Kilómetro 29 (Tucumán)
Apeadero Kilómetro 29 era un apeadero en las afueras de la localidad de Graneros del departamento Graneros, en la provincia de Tucumán, Argentina.

## Servicios
No presta servicios de pasajeros, ni de cargas. Sus vías corresponden al Ramal CC12 del Ferrocarril General Belgrano. 
Se encuentra precedida por la Estación Graneros y, le sigue el Apeadero Kilómetro 36.